# Птолемей (царь Мавретании)
Птолеме́й (род. между 13 и 9 до н. э. — убит в 40 году н. э., Рим, Римская империя) — последний царь Мавретании, сын Юбы II и Клеопатры Селены II — дочери египетской царицы Клеопатры VII от триумвира Марка Антония. Назван в честь египетских царей Птолемеев, от которых он происходил по материнской линии. По отцовской был наследником правителей берберского племени массилов.

## Биография

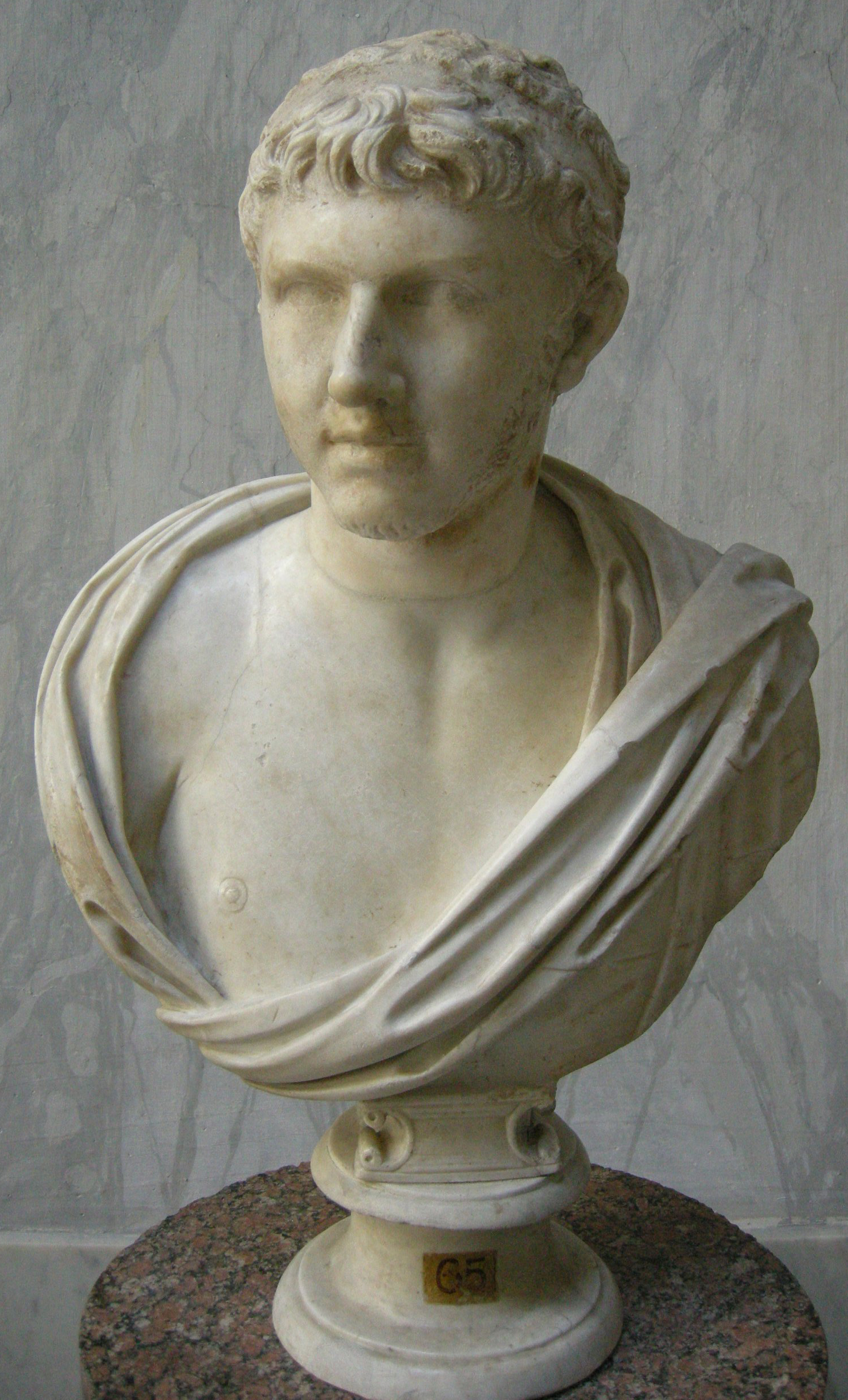
Бюст Птолемея в ватиканском музее Кьярамонти

Состоя через Антониев в родстве с императорским домом Юлиев-Клавдиев (Клавдий и Германик приходились ему двоюродными братьями), Птолемей имел римское гражданство и получил блестящее образование в Риме. Птолемей жил в Риме до 21 года, после чего вернулся ко двору своего стареющего отца в Мавретании. По возвращении на родину отец сделал его соправителем.  
Со времени своего соправления с Юбой II Птолемей, как и его отец, был покровителем искусства, образования, спорта и литературы, за что в его честь в Афинах были воздвигнуты статуи мавретанских монархов. Птолемей много путешествовал по всей Римской империи, включая Александрию и Остию. От брака с Юлией Уранией у Птолемея была дочь Друзилла, выданная замуж за царя-жреца Эмесы Соэма. 
Когда в 23 году Птолемей унаследовал отцовский престол, в Нумидии и Мавретании полыхало восстание берберов, гарамантов и нумидийцев под предводительством Такфарината против римского господства. Птолемей выступил против своих подданных на стороне римского наместника, за что римский Сенат и император Тиберий подтвердили его царские регалии.  
17 лет спустя Калигула вызвал его в Рим как родственника, но при появлении Птолемея на гладиаторских боях проникся такой завистью к его пурпурной тоге, что велел тотчас же предать царя казни. Некоторые историки не соглашаются с этой версией Светония и предполагают иные мотивы у императора. 
При известии о гибели Птолемея в Мавретании вспыхнуло новое берберское восстание, которое поднял верный ему бывший домашний раб Эдемон. Сменивший Калигулу на императорском троне Клавдий принял решение аннексировать Мавретанию, разделив её на две провинции: Мавретанию Тингитанскую и Мавретанию Цезарейскую.